# Koffi Ndri Romaric
Koffi Ndri Romaric (nascut el 4 de juny de 1983 a Abidjan) és un exfutbolista ivorià que jugava com a migcampista.

## Palmarès

### Sevilla FC
- Copa del Rei (2009-10)